# ستايسي وولي
ستايسي وولي (بالإنجليزية: Stacey Wooley)‏ هي متسابقة بياثل أمريكية، ولدت في 21 أبريل 1968 في لبنان في الولايات المتحدة.

## وصلات خارجية
- ستايسي وولي على موقع IBU (الإنجليزية)
- ستايسي وولي على موقع أوليمبيديا (الإنجليزية)